# Józef Sanojca
Józef Sanojca (ur. 19 lutego 1887 w Kołomyi, zm. 29 kwietnia 1953 w Croydon) – polski publicysta, działacz ludowy, poseł.

## Życiorys
Urodził się 19 lutego 1887 w Kołomyi. W rodzinnym mieście uczył się w szkole powszechnej i gimnazjum. Maturę zdał eksternistycznie we Lwowie.
Podjął studia na UJ w Krakowie, potem kontynuował na Wydziale Prawa Uniwersytetu Lwowskiego. Działał w Organizacji Młodzieży Niepodległościowej „Zarzewie” i w Związku Strzeleckim. Od 1913 studiował na Wydziale Medycznym UJ.
Od 1913 członek PSL Lewica, w latach 1915–17 walczył w Legionach Polskich, od 1922 PSL Wyzwolenie. W 1926 był współzałożycielem Stronnictwa Chłopskiego. Od 1928 związany z obozem sanacji (współorganizator BBWR). Poseł na sejm 1922–1935 (w 1928-1930 w okręgu wyborczym nr 54 Tarnopol–Trembowla–Skałat–Zbaraż–Podhajce–Czortków–Buczacz–Husiatyn–Borszczów–Zaleszczyki) i 1938–1939. 
Równolegle był radnym w Kołomyi. W 1933 został zastępcą komisarza rządowego tego miasta, a od 1934 sprawował urząd prezydenta Kołomyi.
W 1939 organizował ewakuację żołnierzy polskich z Rumunii do Francji, później pracownik oświaty w PSZ w Palestynie i Libanie. Od 1939 na emigracji w Wielkiej Brytanii.